# ولکه بیلوویتسه
ولکه بیلوویتسه (به لاتین: Velké Bílovice) یک منطقهٔ مسکونی در جمهوری چک است که در شهرستان برژتسلاو واقع شده‌است. ولکه بیلوویتسه  ۳٬۸۹۹ نفر جمعیت دارد و ۱۷۶ متر بالاتر از سطح دریا واقع شده‌است.